# مالمی شمالی
مالْمی شمالی (به فنلاندی: Ylä-Malmi) یک منطقهٔ مسکونی در فنلاند است که در هلسینکی واقع شده‌است.